# Law & Order: LA
Law & Order: LA (titulada como La Ley y el Orden: Los Ángeles en Hispanoamérica y Los Ángeles: Distrito criminal en España) es una serie de drama policíaco y legal estadounidense que comenzó a ser emitida el 29 de septiembre de 2010 por la cadena NBC y finalizó el 11 de julio de 2011.
La serie se centra en la policía de Los Ángeles y sus fiscales, y en como estos tratan de resolver los crímenes cometidos en su ciudad y llevar a los culpables ante los tribunales para que reciban su castigo, a la vez que intentan equilibrar su vida personal con las exigencias del trabajo.
La serie fue creada por Dick Wolf y ha contado con la participación de actores invitados como Hutch Dano, James Morrison, Natalie Zea, Nancy Youngblut, Robert Kazinsky, Bonnie Root, Rebecca Mader, Jay Karnes, Brandon Jones, Aaron Hill, Sprague Grayden, Marc Blucas, Bellamy Young, José Pablo Cantillo, Tim Dekay, Jason Beghe, Bob Saget,  entre otros...
La serie fue cancelada el 13 de mayo de 2011.

## Historia
El Departamento de Policía está conformado por el detective Tomas "TJ" Jaruszalski, la teniente Arleen Gonzales y el detective Ricardo Morales, quien anteriormente trabajaba como fiscal de distrito y decide renunciar después de la muerte del oficial Rex y unirse a la policía.
Junto a ellos trabajan los fiscales Jonah "Joe" Dekker y la asistente de distrito fiscal Connie Rubirosa, quien deja su trabajo en la ciudad de Nueva York para mudarse a Los Ángeles y así estar cerca de su madre enferma.
Anteriormente con ellos trabajaban el detective Rex Winters, quien murió tras ser tiroteado por un cártel de las drogas mexicano, y las ayudantes del fiscal del distrito Lauren Stanton, que decide renunciar para mudarse con su novio a Washington D. C., y Evelyn Price, que decidió renunciar a la oficina del fiscal de distrito.

## Personajes
| Actor             | Personaje              | Trabajo                                       | Número de episodios | Temporada   |
| ----------------- | ---------------------- | --------------------------------------------- | ------------------- | ----------- |
| Corey Stoll       | Tomas "TJ" Jaruszalski | Detective Sargento Menor                      | 22                  | 2010 - 2011 |
| Alfred Molina     | Ricardo Morales        | Fiscal del Distrito (2010) & Detective (2011) | 16                  | 2010 - 2011 |
| Rachel Ticotin    | Arleen Gonzales        | Teniente                                      | 21                  | 2010 - 2011 |
| Alana de la Garza | Connie Rubirosa        | Fiscal del Distrito Adjunto                   | 8                   | 2011        |
| Terrence Howard   | Jonah "Joe" Dekker     | Fiscal del Distrito Adjunto                   | 16                  | 2010 - 2011 |

### Personajes recurrentes
| Actor         | Personaje          | Trabajo                                                                | Número de episodios | Duración    |
| ------------- | ------------------ | ---------------------------------------------------------------------- | ------------------- | ----------- |
| Tamlyn Tomita | Miwako Nishizawa   | Jueza de Instrucción de la División de Robos & Homicidio de la Policía | 10                  | 2010 - 2011 |
| Peter Coyote  | Jerry Hardin       | Fiscal del Distrito                                                    | 8                   | 2010 - 2011 |
| Teri Polo     | Casey Ryan-Winters | Ama de Casa                                                            | 3                   | 2010, 2011  |

### Antiguos Personajes Principales
| Actor        | Personaje      | Episodios | Duración    | Causa                                                                                | Estado |
| ------------ | -------------- | --------- | ----------- | ------------------------------------------------------------------------------------ | ------ |
| Skeet Ulrich | Rex Winters    | 14        | 2010 - 2011 | murió luego de recibir un disparo del cartel mexicano mientras cenaba con su familia | Muerto |
| Megan Boone  | Lauren Stanton | 7         | 2010 - 2011 | renunció para mudarse con su novio a DC                                              | Viva   |
| Regina Hall  | Evelyn Price   | 7         | 2010 - 2011 | renunció                                                                             | Viva   |

## Crossovers
El detective Rex Winters (Skeet Ulrich) apareció en un episodio de la serie Law & Order: Special Victims Unit el 29 de septiembre de 2010, en el episodio se encuentra un kit de violación lo cual ocasiona que la detective Olivia Benson (Mariska Hargitay) viaje desde la Ciudad de Nueva York hasta Los Ángeles.
El 6 de abril del 2011 se dio otro crossover con Law & Order: Special Victims Unit cuando el fiscal de distrito adjunto Jonah Dekker (Terrence Howard) apareció en el episodio "Reparations" en donde viaja hasta la ciudad de Nueva York para defender a su primo que es acusado de un crimen.

## Premios y nominaciones
| Año  | Categoría                                                                                  | Premio             | Serie             | Resultado |
| ---- | ------------------------------------------------------------------------------------------ | ------------------ | ----------------- | --------- |
| 2011 | Outstanding Supporting Actor in a Drama Series                                             | NAACP Image Award  | Terrence Howard   | Ganó      |
| 2011 | Best Actress/Television                                                                    | Imagen Award       | Alana de la Garza | Nominada  |
| 2011 | Best Primetime Television Program                                                          | Imagen Award       | Law & Order: LA   | Ganó      |
| 2011 | Best Performance in a TV Series Guest Starring, Young Actor 18-21 (episodio "Playa Vista") | Young Artist Award | Hutch Dano        | Nominado  |

## Producción
Los actores principales de la serie son Alfred Molina (Ricardo Morales), Corey Stoll (TJ Jaruszalski), Alana de la Garza (Connie Rubirosa), Terrence Howard (Joe Dekker) y Rachel Ticotin (Arleen Gonzales). Originalmente la actriz Wanda De Jesus fue escogida para interpretar a la teniente Arleen Gonzales, sin embargo después de dos episodios dejó la serie por lo que la producción escogió a la actriz Ticotin para interpretar el papel.
La producción creativa decidió hacer cambios en la serie y decidió sacar a los actores Skeet Ulrich quien interpretó a Rex Winters, Megan Boone quien dio vida a Lauren Stanton y Regina Hall quien interpretó a Evelyn Price.
La actriz Alana de la Garza interpreta a Connie Rubirosa en la serie Law & Order de 2006 hasta 2010.
En los Estados Unidos la serie se transmite por medio de la cadena NBC. 

### Emisión en Otros Países
La serie también se transmite en países como Francia México, Finlandia, Hungría, entre otros.
| País          | Cadenas           | Fecha de Inicio | Fecha de Finalización |
| ------------- | ----------------- | --------------- | --------------------- |
| Latinoamérica | Universal Channel | -               | -                     |
| Finlandia     | -                 | -               | -                     |
| Francia       | -                 | -               | -                     |
| Hungría       | -                 | -               | -                     |
| México        | Canal 5           | 2010            | -                     |